# Manuel Minginfel
Vous lisez un « bon article » labellisé en 2015.
Manuel Minginfel est un haltérophile micronésien, né le 28 septembre 1978. Surnommé « l'homme le plus fort du Pacifique », il a été sélectionné pour les Jeux olympiques d'été de 2000, 2004, 2008 et 2012. Minginfel a obtenu une médaille d'argent à l'épreuve de l'épaulé-jeté lors des championnats du monde d'haltérophilie 2006 dans la catégorie des moins de 62 kg, et s'est classé quatrième au poids cumulé.
Il est nonuple champion d'Océanie d'haltérophilie et undecuple champion du Pacifique sud. Il est également multiple médaillé aux Jeux du Pacifique sud, aux Mini-jeux du Pacifique sud, aux Jeux de la Micronésie et aux Jeux des États fédérés de Micronésie. Il est détenteur de plusieurs records d'Océanie et du Pacifique sud, mais aussi de records des championnats du monde dans la catégorie 35-39 ans. La carrière au haut niveau de cet athlète a été d'une exceptionnelle longévité.

## Biographie

### Jeunesse
Manuel Minginfel est né le 28 septembre 1978 dans la municipalité de Rumung dans l'archipel des îles Yap, dans l'État de Yap dans les États fédérés de Micronésie. Son oncle lui fait découvrir l'haltérophilie lorsqu'il a dix ans.

### Début de carrière sportive
Manuel Minginfel commence sa carrière sportive à 18 ans dans la catégorie des moins de 54 kg. Il gagne ses premières médailles dans un championnat lors des Jeux des États fédérés de Micronésie de 1995 durant lesquels il remporte trois médailles d'or en terminant premier aux épreuves de l'arraché, de l'épaulé jeté et au total combiné. La remise d'une médaille pour chacune des deux épreuves, en sus de celle concernant le poids total soulevé, est une pratique courante en haltérophilie. La médaille du total combiné reste d'une bien plus grande importance que les deux autres, parfois qualifiées de « petites médailles ». Les débuts prometteurs de l'athlète micronésien se voient confirmés lorsqu'il remporte l'édition de 1997 dans la catégorie des moins de 56 kg. Il obtient la même année trois médailles d'argent dans la catégorie des moins de 54 kg aux Mini-jeux du Pacifique sud. Ce sont les premières médailles que remporte les États fédérés de Micronésie dans cette compétition,. L'année suivante, il est triple médaillé d'or des moins de 56 kg des Jeux de la Micronésie.
En 1999, l'haltérophile micronésien remporte la victoire aux Jeux du Pacifique sud dans la catégorie des moins de 56 kg,, et devient champion du Pacifique sud dans cette même catégorie (215 kg). Ces bons résultats lui permettent de participer, à la fin de l'année 1999, aux 70e championnats du monde d'haltérophilie à Athènes en Grèce. Il s'y classe 21e avec un poids total de 232,5 kg. Le comité national olympique des États fédérés de Micronésie reçoit en son nom une invitation pour les Jeux olympiques d'été de 2000 à Sydney en Australie. C'est la première fois que les États fédérés de Micronésie envoient une délégation aux Jeux olympiques d'été. Manuel Minginfel, d'ores et déjà l'un des plus grands athlètes micronésiens, est désigné comme porte-drapeau pour la cérémonie d'ouverture. Manuel effectue une préparation à Nauru. Malheureusement, déshydraté et diminué par des crampes provoquées par une perte excessive de poids peut-être relative au décès de son père en mer un mois auparavant,,, il échoue à trois reprises à 97,5 kg lors de l'épreuve de l'arraché. Il est donc éliminé et ne peut pas passer à l'épreuve de l'épaulé-jeté. Sa mère meurt peu de temps après les Jeux. Malgré la mort de son père, Manuel Minginfel n'a pas souhaité revenir dans son pays et manquer les Jeux car celui-ci lui avait dit que s'il lui arrivait un jour quelque chose, il devrait continuer dans le sport et ne pas regarder en arrière.

### Maturité

#### Première olympiade
La mésaventure des Jeux olympiques de 2000 ne l'arrête pas dans sa progression et il décide de monter dans la catégorie de poids supérieure, celle des moins de 62 kg. En 2001, il est choisi, en ouverture de la troisième et dernière édition des Jeux des États fédérés de Micronésie, pour porter la flamme lors du dernier relais et pour allumer la torche. Il s'adjuge la compétition dans sa catégorie de poids. L'année suivante, il gagne le concours de sa catégorie aux Jeux de la Micronésie. En 2003, il remporte les Jeux du Pacifique Sud où il est reconnu comme le meilleur haltérophile du tournoi, et devient champion d'Océanie et champion du Pacifique Sud en soulevant 270 kg,. Lors des championnats du monde à Vancouver au Canada, il se classe quinzième (267,5 kg).
À partir de février 2004, Manuel Minginfel s'entraîne sous la direction de Paul Coffa à l'Institut d'haltérophilie d'Océanie, aux Fidji. Le Fonds olympique océanien d'entraînement et de scolarité et le Fonds olympique de solidarité couvrent les frais de son entraînement et de son entretien en vue de sa préparation aux Jeux olympiques d'été d'Athènes,. Il remporte de nouveau les deux titres de champion d'Océanie et de champion du Pacifique Sud (282,5 kg),, ainsi que le prix Sinclair du meilleur haltérophile océanien. Sa dixième place au classement mondial de sa catégorie de poids lui offre la qualification pour les Jeux d'Athènes. C'est la première fois qu'un athlète micronésien se qualifie pour des Jeux olympiques et il fait partie des seulement trois à quatre athlètes des îles du Pacifique — hors Australie et Nouvelle-Zélande — à avoir réussi cette performance d'après Eliuel K. Pretrick, président du Comité national olympique des États fédérés de Micronésie. Il est de nouveau choisi comme porte-drapeau de la délégation lors de la cérémonie d'ouverture. Il se classe dixième dans sa catégorie de poids en totalisant 272,5 kg.

#### Deuxième olympiade
Cette deuxième olympiade constitue une période faste dans la carrière de Minginfel qui continue d'accumuler les trophées et les bonnes performances. Il commence par remporter les mini-jeux du Pacifique sud de 2005. Sa progression se concrétise par une septième place en octobre 2005 aux championnats du monde à Doha au Qatar (280 kg). Il est à nouveau champion d'Océanie et champion du Pacifique sud à la fin de l'année (275 kg), performance qu'il réédite en 2006 (284 kg) où il bat les records d'Océanie et du Pacifique sud de l'arraché (129 kg). En juillet 2006, il gagne la First Pacific Rim International (284 kg) et en novembre, il se classe second de la Mermet Cup International avec un Sinclair de 395 en ayant soulevé 272 kg. Cette compétition sans catégories de poids se base sur le calcul du coefficient Sinclair (en) qui prend en compte le poids soulevé, la masse de l'haltérophile et le record du monde des plus de 105 kg.

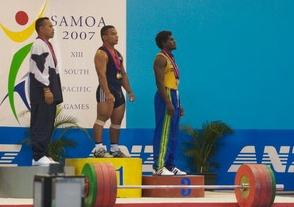
Manuel Minginfel (au centre) aux XIIIe Jeux du Pacifique sud (2007)

Le sommet de la carrière de Manuel Minginfel est atteint en octobre 2006 au cours des championnats du monde d'haltérophilie à Saint-Domingue en République dominicaine. Classé onzième à l'épreuve de l'arraché avec 128 kg, il soulève 165 kg à l'épaulé-jeté et revient à la quatrième place au classement général en totalisant 293 kg, son record en compétition. Il obtient une médaille d'argent pour sa performance dans l'épreuve de l'épaulé-jeté et devient le premier athlète des États fédérés de Micronésie a remporté une médaille à des championnats du monde, tous sports confondus. Ce résultat le qualifie directement pour les Jeux olympiques de 2008 à Pékin,, et laisse croire à la possibilité d'une médaille olympique,,. D'après Paul Coffa, la meilleure performance de son athlète à l'entraînement, pour lequel il voit un avenir brillant, est de 305 kg avec 135 kg à l'arraché et 170 kg à l'épaulé-jeté. Manuel Minginfel poursuit sur sa lancée en gagnant les Arafura Games de 2007 (285 kg), puis en s'adjugeant l'épreuve d'haltérophilie aux Jeux du Pacifique sud de 2007 en moins de 56 kg en soulevant 276 kg, soit la sixième performance mondiale de l'année. Il établit successivement lors de cette compétition 19 records régionaux et acquiert le surnom de « L'homme le plus fort du Pacifique »,. Une résolution du Gouvernement des États fédérés de Micronésie datée du 10 août salue sa carrière sportive et le décrit comme « une source de grande fierté et d'inspiration pour les habitants des États fédérés de Micronésie ». Manuel Minginfel ne parvient pas à transformer l'essai en septembre lors des championnats du monde à Chiang Mai en Thaïlande. Il échoue en effet à terminer l'épreuve dans cette catégorie de poids, mais il se reprend en fin d'année dans la catégorie de poids supérieure en se classant second du Grand prix ITW d'Apia aux Samoa (280 kg). Les résultats des athlètes océaniens de cette compétition servent à l'attribution des titres de champion d'Océanie et de champion du Pacifique sud que Minginfel remporte.
En 2006, Manuel Minginfel est titulaire d'une bourse du Fonds d'entraînement du Comité international olympique qui lui permet de financer son entraînement, en vue de la préparation des Jeux d'été de 2008, sous la direction de Paul Coffa à l'Institut océanien d'haltérophilie d'Apia aux Samoa,. Il remporte d'ailleurs en août 2007 le tournoi interne de l'institut en moins de 62 kg (277 kg). Les conditions d'entraînement y sont spartiates : les athlètes ne bénéficient pas d'une assistance para-médicale et calment les endolorissements liés aux sessions quotidiennes par des bains dans l'Océan Pacifique. Les rares produits pharmaceutiques à disposition sont conservés pour les jours de compétition. Les moyens financiers à disposition ne leur permettent pas non plus de s'assurer une alimentation parfaitement équilibrée mais l'esprit de groupe permet de tenir,. Avant son départ pour les Jeux olympiques d'été, Manuel Minginfel passe trois semaines de préparation à l'Institut océanien d'haltérophilie de Nouvelle-Calédonie. Le 29 juillet 2008, le gouvernement de l'État de Yap, d'où il est originaire, adopte une résolution dans laquelle il exprime, au nom de l'État et de sa population, « en reconnaissance des réalisations exceptionnelles inégalées par tout autre athlète dans l'histoire récente de l'État de Yap et des États fédérés de Micronésie », que « Minginfel est digne de la plus grande admiration et du respect de la population de l'État de Yap et des athlètes à travers la Micronésie » et que, par conséquent, le gouvernement et la population de l'État de Yap s'associent pour exprimer leur « soutien collectif, éloges, félicitations et meilleurs vœux à Manuel Minginfel, pour ses réalisations […] dans les Jeux olympiques de 2008 qui se tiendront à Pékin en Chine ». Pour la troisième fois consécutive, il est choisi comme porte-drapeau de la délégation micronésienne pour la cérémonie d'ouverture. Il se classe onzième de sa catégorie aux Jeux en soulevant 275 kg.

#### Troisième olympiade
Éprouvé par treize ans d'haltérophilie au haut niveau, Manuel Minginfel annonce mettre un terme à sa carrière et vouloir se tourner vers l'entraînement des jeunes,. Il participe cependant, à la fin de l'année 2008, aux championnats d'Océanie et du Pacifique sud (280 kg) qu'il s'adjuge à nouveau. Mais il ne prend pas part aux championnats continentaux de 2009. Il reprend toutefois la compétition aux Mini-Jeux du Pacifique (245 kg) en moins de 62 kg et s'y classe premier. Cette troisième olympiade va être marquée par des problèmes récurrents dans la stabilisation de son poids. Au début de l'année 2010, le gouvernement des États fédérés de Micronésie le nomme secrétaire général pour l'haltérophilie. Dans le même temps, il s'adjuge le Tournoi des îles du Pacifique (240 kg). En mai, il termine second du championnat d'Océanie mais premier de celui du Pacifique sud (256 kg). Toujours en 2010, il gagne les Jeux de la Micronésie, cette fois dans la catégorie des moins de 69 kg (255 kg).
En février 2011, Manuel Minginfel termine premier du Tournoi des îles du Pacifique dans la catégorie des moins de 62 kg (259 kg) et en mars, il remporte le 9e Arnold Weightlifting Championships (240 kg). En juillet, trop lourd de 1,1 kg, il doit concourir dans la catégorie des moins de 69 kg et ne se classe que sixième du ZKC International Club Tournament (268 kg). Durant le second semestre, il gagne les Jeux du Pacifique sud (265 kg) et termine quatorzième des championnats du monde à Paris (278 kg). Il soulève 254 kg lors des Arafura Games dont les résultats permettent l'attribution des titres de champion d'Océanie et de champion du Pacifique sud. Il obtient la deuxième place de la compétition derrière un Chinois et s'adjuge les deux titres continentaux. Durant l'été 2011, il est co-directeur du tournoi d'haltérophilie des Yap Games.
En février 2012, il est encore handicapé par des problèmes de poids mais il revient tout de même peu à peu à son meilleur niveau. Il pèse 63,8 kg lors du Tournoi des îles du Pacifique, ce qui l'oblige à concourir en moins de 69 kg. Il se classe second de cette catégorie (270 kg). Il retrouve la catégorie de poids inférieure, en juin juste avant les Jeux, en remportant pour la huitième fois le titre de champion d'Océanie et pour la dixième fois consécutive le titre de champion du Pacifique sud en totalisant 280 kg. Au cours de ces championnats, il est élu membre du bureau exécutif de la fédération océanienne d'haltérophilie. Son mandat court jusqu'en 2016,. Qualifié aux Jeux olympiques d'été de 2012 par ses résultats, il bénéficie d'une bourse de solidarité olympique pour se préparer. Il est pour la quatrième fois porte-drapeau lors de la cérémonie d'ouverture. Il se classe dixième aux Jeux en soulevant 285 kg. À la fin de la compétition, un journaliste lui demande ce qu'il ressent à propos de sa performance. Il répond avec humour « Je pensais faire mieux, mais les poids étaient trop lourds ». Cette phrase a connu un certain succès sur tweeter, et a été reprise dans des articles de presse, et dans un livre. Après la disqualification a posteriori du Turc Erol Bilgin, il est reclassé à la neuvième place.

### Fin de carrière

#### Vers une quatrième olympiade
De retour des Jeux, Manuel Minginfel s'investit de plus en plus dans la transmission de son savoir auprès des jeunes mais il n'abandonne pas pour autant la compétition. Les championnats d'Océanie et du Pacifique sud lui échappent de peu : il soulève un total de 257 kg tout comme le samoan Vaipava Nevo Ioane, mais celui est plus léger que son adversaire : 61,65 kg contre 61,80 kg. Lors des Mini-Jeux de 2013, Manuel Minginfel se classe deuxième de chacune des deux épreuves de la catégorie des moins de 62 kg mais se classe premier au général avec 268 kg. Il termine l'année 2013 en participant aux premiers championnats du monde « Masters » à Penang en Malaisie. Il y établit les records des championnats de l'épaulé-jeté (147 kg) et du total combiné (262 kg) dans la classe d'âge 35-39 ans en moins de 62 kg. Il remporte la compétition de sa classe d'âge dont le classement est fondé sur un dérivé du coefficient Sinclair. En mai 2014, l'athlète micronésien monte de catégorie de poids en entrant dans la classe des moins de 69 kg. Il termine deuxième du championnat du Pacifique sud et troisième des championnats d'Océanie en soulevant 263 kg au cumulé. Il est délégué technique de la fédération internationale d'haltérophilie (IWF) et instructeur aux Jeux de la Micronésie de juin 2014, ce qui ne l'empêche pas de participer en tant qu'athlète et de remporter la compétition en moins de 69 kg (274 kg).
Manuel Minginfel obtient en janvier 2015 une bourse d'entraînement du Comité international olympique en vue de tenter une qualification pour les Jeux olympiques de 2016. Il s'entraîne dès lors à l'Institut océanien d'haltérophilie de Nouvelle-Calédonie. Il reprend la compétition début juillet à l'occasion des Jeux du Pacifique à Port-Moresby en Papouasie-Nouvelle-Guinée où il est porte-drapeau de la sélection. Comme tous les athlètes de la délégation micronésienne, il reçoit une allocation de 200 $. Manuel Minginfel y est le sportif le plus âgé. En remportant une médaille d'or à l'arraché (120 kg), une médaille d'argent à l'épaulé-jeté (156 kg) et une médaille d'or au poids total, il devient l'athlète à avoir gagné le plus de médailles d'or dans l'histoire des Jeux et Mini-jeux du Pacifique avec 21 trophées. Les résultats de cette compétition permettent l'attribution du titre de Champion d'Océanie que l'haltérophile micronésien remporte. Revenu sur les îles Yap, Manuel Minginfel s'inscrit aux compétitions de lutte libre (moins de 70 kg) et de lutte gréco-romaine (moins de 71 kg) des Yap Games 2015 et termine second dans les deux épreuves. Il participe aux Championnats du monde d'haltérophilie 2015 qui se déroulent en novembre à Houston aux États-Unis. Il termine 38e de la catégorie des moins de 69 kg avec un poids total de 272 kg.
Fin février 2016, le sportif micronésien est classé troisième de la Pacific islands email weightlifting tournament (277 kg). En mars, il remporte l'Australian Open International Tournament dans la catégorie des moins de 69 kg en soulevant au total 273 kg. Trois mois plus tard, il termine second des championnats d'Océanie à Suva aux Fidji avec 270 kg, derrière le papouan Fred Karoho Oala (278 kg). Il est réélu lors de ces championnats au comité exécutif de la Fédération océanienne d'haltérophilie pour les quatre prochaines années,.
Manuel Minginfel est sélectionné pour les Jeux olympiques de 2016 à Rio de Janeiro au Brésil. Cependant, sa femme tombe malade et il arrête par conséquent son entraînement pour revenir aux îles Yap et s'occuper de sa femme et de son enfant.

### Après-carrière sportive
Début janvier 2020, à Everett dans l'état de Washington aux États-Unis, Manuel Minginfel est condamné à 20 mois de prison pour attouchements sur une mineure de 13 ans. Il reconnaît un contact inapproprié sous l'emprise de l'alcool en 2016.

## Un impact dans la société micronésienne
La carrière sportive de Manuel Minginfel a un grand impact dans la société micronésienne. Une résolution du gouvernement des États fédérés de Micronésie en 2007 et une seconde émanant du gouvernement de l'État de Yap en 2008 saluent sa carrière sportive comme une fierté et une source d'inspiration pour les micronésiens. Le 17 novembre 2010, une journée ayant pour thème « Les gens des États fédérés de Micronésie : Les gens de Yap qui ont ou qui ont eu un impact sur la région ou le pays » est organisée à Yap par la filiale locale de l'Université de Micronésie sise à Kolonia dans l'État de Pohnpei. Les principales personnalités citées y ont été John Haglelgam, second président des États fédérés de Micronésie, Petrus Tun qui joua un grand rôle dans l'indépendance, John Mangefel, premier gouverneur de l'État de Yap et qui contribua fortement à son développement, ainsi que Manuel Minginfel. En 2013, une photo de l'haltérophile est choisie pour la couverture d'un livre de Kurt Barnes intitulé Sports Legends of Micronesia 1966-2012 et rassemblant des biographies des plus grands sportifs de la région de Micronésie.

## Palmarès

### Records
Manuel Minginfel est ou a été titulaire de plusieurs records. Il a été recordman d'Océanie et du Pacifique sud de l'arraché dans la catégorie des moins de 62 kg avec 129 kg soulevés le 9 décembre 2006 à Apia aux Samoa, lors des championnats d'Océanie et du Pacifique sud. Ce record a été battu par le papou Morea Baru en février 2008 avec 130 kg. Manuel Minginfel est également recordman d'Océanie et du Pacifique Sud, dans la catégorie des moins de 56 kg, de l'épreuve de l'arraché (124 kg), de l'épaulé jeté (152 kg) et du total cumulé (276 kg). Cette performance a été réalisée à Apia le 27 août 2007 lors des Jeux du Pacifique sud. Il est l'haltérophile masculin le plus médaillé des Jeux du Pacifique avec 21 médailles.
Il est titulaire des records des championnats du monde de l'épaulé-jeté (147 kg) et du total combiné (262 kg) des 35-39 ans en moins de 62 kg.
Il est le premier athlète micronésien à s'être qualifié aux Jeux olympiques d'été par ses propres résultats, performance qu'il a réalisée pour les Jeux de 2004, de 2008 et de 2012.

### Championnats du monde d'haltérophilie
| Seniors - Championnats du monde d'haltérophilie 2006 à Saint-Domingue en République dominicaine - Médaille d'argent en moins de 62 kg à l'épreuve de l'épaulé-jeté. | Masters - Championnats du monde « Masters » d'haltérophilie 2013 à Penang en Malaisie - Trois médailles d'or en moins de 62 kg. |

### Championnats d'Océanie et du Pacifique sud d'haltérophilie
| Championnats d'Océanie d'haltérophilie - Championnats d'Océanie d'haltérophilie 2016 à Suva aux Fidji - Médaille d'argent en moins de 69 kg. - Championnats d'Océanie d'haltérophilie 2015 à Port-Moresby en Papouasie-Nouvelle-Guinée - Médaille d'or en moins de 69 kg. - Championnats d'Océanie d'haltérophilie 2014 à Suva aux Fidji - Médaille de bronze en moins de 69 kg. - Championnats d'Océanie d'haltérophilie 2013 à Brisbane en Australie - Médaille d'argent en moins de 62 kg. - Championnats d'Océanie d'haltérophilie 2012 à Apia aux Samoa - Médaille d'or en moins de 62 kg. - Championnats d'Océanie d'haltérophilie 2011 à Darwin aux Australie - Médaille d'or en moins de 62 kg. - Championnats d'Océanie d'haltérophilie 2010 à Suva aux Fidji - Médaille d'argent en moins de 62 kg. - Championnats d'Océanie d'haltérophilie 2008 à Auckland en Australie - Médaille d'or en moins de 62 kg. - Championnats d'Océanie d'haltérophilie 2007 à Apia aux Samoa - Médaille d'or en moins de 62 kg. - Championnats d'Océanie d'haltérophilie 2006 à Apia aux Samoa - Médaille d'or en moins de 62 kg. - Championnats d'Océanie d'haltérophilie 2005 à Hawthorn en Australie - Médaille d'or en moins de 62 kg. - Championnats d'Océanie d'haltérophilie 2004 à Suva aux Fidji - Médaille d'or en moins de 62 kg. - Championnats d'Océanie d'haltérophilie 2003 à Nukuʻalofa aux Tonga - Médaille d'or en moins de 62 kg. | Championnats du Pacifique sud d'haltérophilie N'est plus attribué à partir de 2015 - Championnats du Pacifique sud d'haltérophilie 2014 à Suva aux Fidji - Médaille d'argent en moins de 69 kg. - Championnats du Pacifique sud d'haltérophilie 2013 à Brisbane en Australie - Médaille d'argent en moins de 62 kg. - Championnats du Pacifique sud d'haltérophilie 2012 à Apia aux Samoa - Médaille d'or en moins de 62 kg. - Championnats du Pacifique sud d'haltérophilie 2011 à Darwin aux Australie - Médaille d'or en moins de 62 kg. - Championnats du Pacifique sud d'haltérophilie 2010 à Suva aux Fidji - Médaille d'or en moins de 62 kg. - Championnats du Pacifique sud d'haltérophilie 2008 à Auckland en Australie - Médaille d'or en moins de 62 kg. - Championnats du Pacifique sud d'haltérophilie 2007 à Apia aux Samoa - Médaille d'or en moins de 62 kg. - Championnats du Pacifique sud d'haltérophilie 2006 à Apia aux Samoa - Médaille d'or en moins de 62 kg. - Championnats du Pacifique sud d'haltérophilie 2005 à Hawthorn en Australie - Médaille d'or en moins de 62 kg. - Championnats du Pacifique sud d'haltérophilie 2004 à Suva aux Fidji - Médaille d'or en moins de 62 kg. - Championnats du Pacifique sud d'haltérophilie 2003 à Nukuʻalofa aux Tonga - Médaille d'or en moins de 62 kg. - Championnats du Pacifique sud d'haltérophilie 1999 à Melbourne en Australie - Médaille d'or en moins de 56 kg. |

### Jeux du Pacifique et Mini-jeux du Pacifique
| Jeux du Pacifique - Jeux du Pacifique sud 2015 à Port-Moresby en Papouasie-Nouvelle-Guinée - Deux médailles d'or (total et arraché) et une médaille d'argent en moins de 69 kg. - Jeux du Pacifique sud 2011 à Nouméa en Nouvelle-Calédonie - Trois médailles d'or en moins de 62 kg. - Jeux du Pacifique sud 2007 à Apia aux Samoa - Trois médailles d'or en moins de 62 kg. - Jeux du Pacifique sud 2003 à Suva aux Fidji - Trois médailles d'or en moins de 62 kg. - Jeux du Pacifique sud 1999 à Santa Rita à Guam - Trois médailles d'or en moins de 56 kg. | Mini-jeux du Pacifique - Mini-jeux du Pacifique sud 2013 à Mata-Utu à Wallis-et-Futuna - Une médaille d'or (total) et deux médailles d'argent (arraché et épaulé-jeté) en moins de 62 kg. - Mini-jeux du Pacifique sud 2009 à Rarotonga aux Îles Cook - Trois médailles d'or en moins de 62 kg. - Mini-jeux du Pacifique sud 2005 à Koror à Palaos - Trois médailles d'or en moins de 62 kg. - Mini-jeux du Pacifique sud 1997 à Pago Pago aux Samoa américaines - Trois médailles d'argent en moins de 54 kg. |

### Jeux de la Micronésie
- Jeux de la Micronésie de 2014 à Palikir dans l'État de Pohnpei dans les États fédérés de Micronésie
  -  Trois médailles d'or en moins de 69 kg.
- Jeux de la Micronésie de 2010 à Koror à Palaos.
  -  Trois médailles d'or en moins de 62 kg.
- Jeux de la Micronésie de 2002 à Palikir dans l'État de Pohnpei dans les États fédérés de Micronésie
  -  Trois médailles d'or en moins de 62 kg.
- Jeux de la Micronésie de 1998 à Koror à Palaos.
  -  Trois médailles d'or en moins de 56 kg.

L'édition des Jeux de la Micronésie de 2006 ne contient pas d'épreuve d'haltérophilie.

### Jeux des États fédérés de Micronésie
- Jeux des États fédérés de Micronésie 2001 dans l'État de Yap.
  -  Trois médailles d'or en moins de 56 kg.
- Jeux des États fédérés de Micronésie 1997 dans l'État de Kosrae.
  -  Trois médailles d'or en moins de 56 kg.
- Jeux des États fédérés de Micronésie 1995 dans l'État de Pohnpei.
  -  Trois médailles d'or en moins de 54 kg.

### Compétitions diverses
- 1er de la First Pacific Rim International (2006) en moins de 62 kg.
- 2e de la Mermet Cup International (2006) en moins de 62 kg.
- 1er des Arafura Games (2007) en moins de 62 kg.
- 2e du Grand prix ITW d'Apia (2007) en moins de 62 kg.
- 1er du Tournoi des îles du Pacifique (2010) en moins de 62 kg.
- 1er du 9e Arnold Weightlifting Championships (2011) en moins de 62 kg.
- 2e des Arafura Games (2011) en moins de 62 kg.
- 1er du Tournoi des îles du Pacifique (2011) en moins de 62 kg.
- 2e du Tournoi des îles du Pacifique (2012) en moins de 69 kg.
- 3e du Tournoi des îles du Pacifique (2016) en moins de 69 kg.
- 1er de l'Australian Open International Tournament (2016) en moins de 69 kg.

### Note
1. ↑  Cette compétition multisports de faible niveau dont la première édition date de l'été 2011 ne rassemble que des sportifs de l'État de Yap. Huit sports sont au programme.